# Grafschaft Lippe
Die Grafschaft Lippe, auch Grafschaft Lippe-Detmold, war ein seit 1413 nachweislich reichsständisches Territorium im Heiligen Römischen Reich, das ab 1512 zum Niederrheinisch-Westfälischen Reichskreis zählte, 1528/29 in den Reichsgrafenstand erhöht wurde und dem Westfälischen Reichsgrafenkollegium des Reichstags angehörte. 1789 wurde es zum Fürstentum Lippe erhoben.

## Geschichte

### Herrschaft Lippe bis 1528
Erstmals urkundlich erwähnt wurde Lippe 1123, eine Urkunde nennt den Edelherrn Bernhard I. als Bernhardus de Lippe. Spätere Urkunden nennen ihn gemeinsam mit seinem Bruder Hermann I. als Regenten. „De Lippe“ bezieht sich auf den Fluss Lippe, an dem der Hermelinghof (Hermanns Hof) im heutigen Stadtgebiet Lippstadts gestanden haben soll.
Mit großen Teilen des heutigen Lipperlands wurden sie 1173 vom Paderborner Bischof Evergis belehnt, nachdem ihr Vetter Edelherr Werner von Brach, um in den geistlichen Stand zu treten, seinen Besitz an das Kloster Gehrden übertragen und dem Bischof seine Lehen zurückgegeben hatte. Wahrscheinlich handelte es sich um die Gebiete um Lemgo, Detmold, Lage und Horn, für die die Paderborner Fürstbischöfe später als Lehnsherren bezeugt sind.
Bernhard II., dem Sohn Hermanns I., gelang es, die Hoheitsrechte des Hauses Lippe zu festigen. Er gründete 1185 Lippstadt in der Nähe seines Allodiums. Das war die erste hochmittelalterliche Stadtgründung in Westfalen.  Als Bindeglied zwischen Lipperode und Lipperland erwarb er 1190 die Herrschaft Rheda. Wahrscheinlich 1190 gründete er Lemgo, die älteste Stadt im heutigen Kreis Lippe. Bernhard III., Nachfahr von Bernhard II., bestätigte 1245 die Rechte der Stadt Lemgo und gründete die Städte Horn (vor 1248), Blomberg (vor 1255) und Detmold (1263).
Seine Nachfolger erwarben 1332/1358 im Südosten große Gebiete der Grafschaft Schwalenberg und dehnten durch Erwerb von Varenholz und Langenholzhausen ihren Besitz nordwärts bis an die Weser aus. Ihre größte territoriale Ausdehnung erreichte die Herrschaft unter Simon I. (1275–1344), nicht zu verwechseln mit dem gleichnamigen Bischof von Paderborn, seinem Großonkel.
Nach dem Tod von Simon I. 1344 wurde die Herrschaft geteilt. Der eine Teil diesseits des Waldes wurde zunächst von Otto und später von seinem Sohn Simon III. (1365–1410) beherrscht. Der andere Teil fiel an Bernhard V., wie Otto ein Sohn Simons I. Als Bernhard V. 1365 ohne männlichen Erben starb, hoffte Simon III., dass nun auch der Teil jenseits des Waldes an ihn fallen würde – war doch bei der Teilung 1344 verfügt worden, dass beim erbenlosen Tod eines der Brüder Otto und Bernhard V. „solche sin del herschap weder komer in der rechten erven hant“ (soll die Herrschaft wieder in des rechten Erben Hand kommen). Das Erbe wurde jedoch auch von Graf Otto von Tecklenburg, dem Schwiegersohn Bernhards V., beansprucht, was zu einer langen, sich bis 1401 hinziehenden Fehde um Rheda und Lipperode führte. Dabei fiel Rheda schließlich an Tecklenburg. Die Stadt Lippstadt kam im Rahmen der Streitigkeiten an die Grafschaft Mark; es gelang jedoch in der Mitte des Jahrhunderts, sie in eine „Samtherrschaft“, ein gemeinsam verwaltetes Gebiet, umzuwandeln (zuletzt 1666 bis 1850 zusammen mit Brandenburg-Preußen).
Daneben bemühte sich Simon III., weitere Teilungen der Herrschaft zu verhindern. Am 27. Dezember 1368 erklärten die Burgmannen der landesherrlichen Burgen und die Vertreter der Städte Horn, Detmold und Blomberg im Pactum unionis, dass sie in aller Zukunft nur denjenigen Erben als Landesherrn anerkennen würden, auf den sich Lippstadt und Lemgo, die wichtigsten Städte der Herrschaft, geeinigt hätten.
Die Herrschaft Simons III. dauerte bis 1410. Um 1400 brachte er durch Verpfändung zunächst die Städte Barntrup und Salzuflen sowie die Burg Sternberg unter seine Herrschaft. 1405 folgte schließlich die gesamte Grafschaft Sternberg. Erfolglos blieb jedoch der Versuch, durch einen Erbverbrüderungsvertrag die Grafschaft Everstein zu übernehmen. Nach der Eversteiner Fehde mit den Herzögen von Braunschweig-Lüneburg fiel die Grafschaft 1408 schließlich an Braunschweig.
Noch unglücklicher verliefen die Fehden von Bernhard VII. (1430–1511). Er hatte die Herrschaft als Einjähriger geerbt und stand bis 1446 unter Vormundschaft des Kölner Erzbischofs in dessen Eigenschaft als Herzog von Westfalen. Er beteiligte sich als Gegner des Kölner Erzbistums an der Soester Fehde, in der Bernhards Residenzstadt Blomberg sowie Detmold zerstört wurden. Lemgo und Horn wurden aufgrund von Geldzahlungen verschont. Zudem musste er Teile seiner Herrschaft an Hessen übergeben, um sie dann als Erblehen zurückzuerhalten und somit Lehnsmann der hessischen Landgrafen zu werden.

### Erhebung zur Grafschaft, Konfessionalisierung und Reformation
Die hessische Lehnshoheit spielte in der Folgezeit eine wichtige Rolle, als sich Lippe unter Simon V. zu Lippe  dem lutherischen Bekenntnis annäherte. Diese Annäherung geschah gegen den Willen Simons V., der zeitlebens ein Verfechter der katholischen Lehre blieb. Simon V. war jedoch Vasall zweier Lehnsherren: des Fürstbischofs von Paderborn und des seit 1524 lutherischen hessischen Landgrafen, Philipp I. Simon war somit in seiner Handlungsfreiheit eingeschränkt. Die Annäherung an das lutherische Bekenntnis wurde zudem durch die starke Stellung der Städte, besonders Lippstadt und Lemgo, gegenüber dem Landesherrn begünstigt.

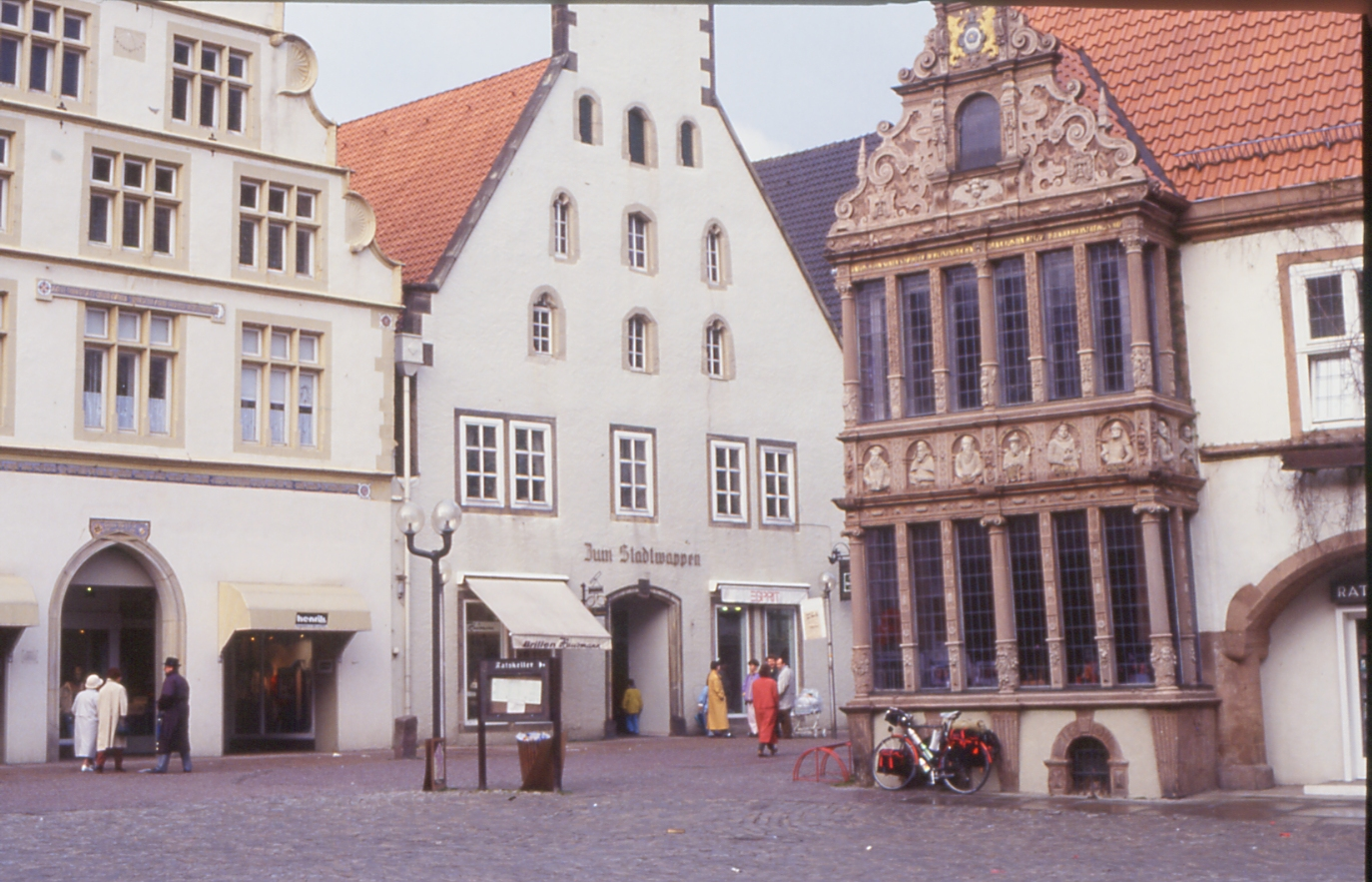
Lemgo: Marktplatz, rechts Rathauserker

Zum ersten lippischen Kontakt mit der lutherischen Lehre kam es vermutlich in Lemgo: schon 1518 – nur ein Jahr nach ihrer Veröffentlichung – wurden Luthers 95 Thesen dort gelesen. In den Folgejahren näherte sich die Stadt dem lutherischen Bekenntnis immer weiter an. So besuchten Lemgoer Bürger lutherische Gottesdienste in Herford; vor und nach der Messe wurden in Lemgo evangelische Lieder gesungen. Während einer Fastenzeit im Jahr 1527 aßen einige Lemgoer Bürger demonstrativ Fleisch. Im Jahr 1530 begann ein offener Konflikt mit dem Landesherrn: während der katholischen Ostermesse wurden evangelische Lieder gesungen. Simon V. war erbost und sprach von „aufrührerische[n] Bauern, welche keine Obrigkeit über sich dulden wollen“. Philipp von Hessen ermahnte die Lemgoer Bürger, dem Landesherrn Genugtuung zu leisten.
In dieser Zeit der Konfessionalisierung wurde 1528 Simon V. der Reichsgrafentitel verliehen. Damit wurde die bisherige Herrschaft Lippe zu einer der etwa 140 Reichsgrafschaften erhoben.
Ab 1532 breitete sich das lutherische Bekenntnis auch in den anderen Städten weiter aus. Als Simon V. 1533 Unterstützung für ein militärisches Eingreifen gegen Lemgo suchte, griff Philipp vermittelnd ein. Im selben Jahr übernahm Lemgo die Braunschweiger Kirchenordnung und wurde damit auch offiziell evangelisch-lutherisch.
Simon V. und Herzog Johann III. von Kleve-Mark überfielen 1535 das evangelisch gewordene Lippstadt. Die Stadt kapitulierte vor ihren Landesherren. Auch in Lemgo wuchs die Angst vor einem militärischen Vorgehen, jedoch kam es wegen der fortgesetzten Vermittlung Philipps nicht dazu.
Simon V. starb im Jahr 1536. Sein noch minderjähriger Sohn Bernhard VIII. (1536–1563) bekam zwei katholische und einen evangelischen (Philipp I.) Vormund. Jobst II. von Hoya, einer der katholischen Vormünder, trat 1525 zur evangelischen Seite über. Unter Verweis auf täuferische Aktivitäten forderte Philipp Anfang 1538 eine kirchliche Erneuerung für Lippe. Auf insgesamt fünf Landtagen in Cappel beschlossen Städte und Ritterschaft die Einführung einer evangelischen Kirchenordnung für Lippe, die am 15. September 1538 vollendet wurde.
Lippe wurde in den Schmalkaldischen Krieg (1546–1547) hineingezogen, der für die evangelische Seite verloren ging. In der Folge wurde Lippe zum direkten Reichslehen.
Der zweite Schritt der Reformation in Lippe, hin zum reformierten Bekenntnis, war das persönliche Werk Simons VI., eines der eindrucksvollsten und wirkmächtigsten Landesherren, die Lippe je hatte. Vielseitig gebildet und interessiert, beherrschte er wohl einen großen Teil des Wissens seiner Zeit, was auch ein ihm von Tycho Brahe gewidmetes Prachtexemplar seiner Astronomieae Mechanika belegt. Die umfangreiche Bibliothek des Grafen war der Grundstock der heutigen Lippischen Landesbibliothek. Der Kaiser beauftragte ihn mit zahlreichen diplomatischen und anderen Missionen.
Theologisch neigte Graf Simon VI. dem reformierten Bekenntnis zu, das sich zu seiner Zeit in der Pfalz, in Sachsen und auch im benachbarten Hessen ausbreitete. Auch in Lippe führte er nach und nach dieses Bekenntnis ein. „Die […] Methoden, mit denen der überall vorhandene Widerstand gebrochen wurde, waren gutes Zureden, Belehrung, Ermahnung, Entfernung aus dem Amt und Berufung reformierter Prediger.“ (Kittel). Als Datum für die Einführung des reformierten Bekenntnisses in Lippe wird allgemein das Jahr 1605 genannt, in dem Simon VI. zum ersten Mal das reformierte Abendmahl, also mit Wein und Brot (nicht mit Oblaten), einnahm. Simons Bemühungen scheiterten jedoch in der Stadt Lemgo, die am lutherischen Bekenntnis festhielt. Dies führte zu einem jahrelangen, sich auch noch unter Simons Nachfolgern hinziehenden, zermürbenden Konflikt, in dem die Stadt sogar ihre Geschütze gegen die landesherrliche Burg in Brake richtete. Erst 1617 wurden die Streitigkeiten im Röhrentruper Rezess beigelegt, und Lemgo blieb lutherisch.

### Lippe im Dreißigjährigen Krieg
Weitreichende Folgen für die lippische Geschichte hatte auch das Testament Simons VI. Obwohl er sich noch 1593 die Primogenitur hatte bestätigen lassen, verfügte er in seinem Testament eine weitgehende Entschädigung für die jüngeren Söhne durch Paragien. Diese wurden noch durch zusätzliche Rechte, wie zum Beispiel das Recht auf Huldigung oder Anhörung vor der Einberufung eines Landtages, erweitert. Bis über das Ende des Heiligen Römischen Reichs hinaus zogen sich zahlreiche Prozesse zwischen der regierenden Detmolder Linie und den jüngeren Linien Lippe-Brake und Lippe-Alverdissen hin.
Die Alverdisser Linie erlangte 1644 die Regierung in einem Teil der Grafschaft Schaumburg und begründete damit das spätere Fürstentum Schaumburg-Lippe. Die jüngeren Linien wurden zudem durch zahlreiche Wechsel (1627, 1636, 1650 und 1652) und Vormundschaften (1627–1631 und 1636–1650) an der Spitze der älteren Detmolder Linie in der Wahrnehmung ihrer Interessen bevorteilt.
Im Dreißigjährigen Krieg ergriff Lippe zwar selbst nicht Partei, wurde aber stark in Mitleidenschaft gezogen. Zu Beginn des Krieges zog Christian von Braunschweig-Wolfenbüttel, auch der tolle Christian genannt, auf seinem Zug gegen Paderborn durch Lippe – ebenso wie der den Braunschweiger verfolgende kaiserliche General Tilly. Von beiden Seiten musste die Grafschaft Zwangseinquartierungen hinnehmen. In der Folge blieb Lippe durch hohe Kontributionen, gelegentliche Durchzüge und sich ausbreitende Räubereien beschwert.
Besonders hart wurde Lippe in den letzten Jahren des Krieges getroffen. 1634 setzten sich schwedische Truppen in Minden fest, während kaiserliche Truppen sich im Hochstift Paderborn halten konnten. Lippe stand zwischen den Fronten. Lemgo wurde zweimal von den Schweden eingenommen und geplündert, und im gesamten Land kam es zu Überfällen und Drangsalierungen. Auch Überfälle auf den Landesherrn sind überliefert.
„Ich vergesse Zeit meines Lebens nicht den erbermlichen Zustant, den ich ahn gräfflichen undt andren Personen gesehen […]. Graff Simon Ludewich noch nichts dan die Hosen anbehalten, das Frauwenzimmer ist mit alten unduchtigen Kleidern widder behanget gewesen. […] Ihr Gn. haben kein einzich Pferdt behalten, das Hauß und Flecken ist gants ausgeplündert.“ (zitiert nach Kittel).
Nach dem Tod des Grafen Simon Ludwig 1636 kam es zu langwierigen inneren Streitigkeiten um die Erbfolge und die Vormundschaft für den nach der offiziell geltenden Primogenitur nachfolgenden Grafen Simon Philipp. Die Witwe Katharina von Waldeck-Wildungen wehrte sich gegen die Ansprüche von Simon Ludwigs Brüdern Johann Bernhard, Otto Heinrich und Hermann Adolf, die als beinahe volljährige Agnaten ein Vorrecht beanspruchten. Während Katharina kaiserliche Protektion und eine Bestätigung ihrer Vormundschaft durch das Reichskammergericht vorweisen konnte, brachte Johann Bernhard vorübergehend die Stände auf seine Seite. Religion beeinflusste ebenfalls den Streit; Katharina hatte wieder lutherische Messen außerhalb Lemgos eingeführt, die Agnaten verteidigten dagegen den reformierten Glauben. Aufgrund ihrer guten Kontakte zu den verschiedenen Kriegsparteien und unterstützt von lutherischen Nachbarfürsten setzte sich Katharina schließlich durch. Erst ließ sie 1638 im Lippischen Prinzenraub Simon Philipp und seinen nächstjüngeren Bruder durch hessen-darmstädtische Truppen aus dem von Johann Bernhard kontrollierten Detmold entführen, 1640 brachte sie dann mithilfe kurbayerischer Truppen unter Joachim Christian von der Wahl Detmold unter ihre Kontrolle. Ihre Bemühungen zur Relutherisierung Lippes scheiterten aber an den Bestimmungen des Westfälischen Friedens.
Wie viele deutsche Städte büßten auch die lippischen Städte bis zum Ende des Krieges etwa zwei Drittel ihrer Bevölkerung ein; auf dem Land lag der Verlust bei etwa 50 Prozent. Über zwei Millionen Reichstaler wurden an Kontributionen gezahlt, zwei Drittel davon allein von Lemgo.
Siehe auch: Lippspringischer Originalvergleich

### Barock und Aufklärung
Die Periode nach dem Dreißigjährigen Krieg stand in Lippe im Zeichen der Zentralisierung der Verwaltung und eine auf den Landesherrn zugespitzte Staatswerdung. Diesen allgemeinen Tendenzen im Zeitalter des Barocks standen einige Besonderheiten in Lippe entgegen:
Erstens die geringe Größe des Territoriums, die insbesondere die militärische und außenpolitische Machtentfaltung behinderte. Dies hinderte jedoch insbesondere Friedrich Adolf (1697–1718) nicht, auch eine solche Machtentfaltung zu versuchen. Während bis 1697 Lippe seinen militärischen Verpflichtungen dem Reich gegenüber durch Zahlung von Subsidiengeldern nachgekommen war, gelang es Friedrich Adolf, eine eigene lippische Kompanie aufzustellen, die zwischenzeitlich über das vom Reich geforderte Maß hinaus auf Bataillonsstärke ausgebaut wurde. Die kleine Truppe wurde jedoch nur einmal, im Jahr 1776, zur Durchsetzung lippischer Ziele eingesetzt, als Graf Simon August (1734–1782) zur Bekräftigung lippischer Ansprüche auf die Herrschaft Gemen das Schloss Gemen von 30 Mann besetzen ließ. Die Truppe wurde jedoch vom Verwalter des Schlosses mit Unterstützung einiger Bauern gefangengesetzt.
Ein zweites Hindernis bildeten die aus dem Testament Simons VI. entstammenden weitgehenden Rechte der abgespaltenen Linien. Bis 1709 waren es vor allem Streitigkeiten mit der Braker Linie, die sich dem absoluten Herrschaftsanspruch des Grafen Friedrich Adolf entgegenstellte. 1705 schloss die Braker Linie sogar ein Schutzbündnis mit Preußen und betrieb die Loslösung der Brakeschen Ämter. Diese Bestrebungen kamen 1709 zu einem Ende, als die Braker Linie ausstarb. Die Streitigkeiten setzten sich fort mit der Alverdisser Linie, die inzwischen die Grafschaft Schaumburg-Lippe regierte. Wilhelm Graf zu Schaumburg-Lippe griff durch Rekrutierungen und Befestigungsmaßnahmen in seinen Ämtern in die lippische Militärhoheit ein. Es kam zu zahlreichen Prozessen vor dem Reichshof- und Reichskammergericht, auch über andere Fragen.
Der dritte und für die Entwicklung des Absolutismus auch außerhalb Lippes typische Faktor war die Macht der Stände. In Lippe meinte dies insbesondere das Recht der Stände, neben der Bewilligung auch bei der Veranlagung, Hebung und sogar der Ausgabe von Steuern beteiligt zu werden. Gegen diese Rechte blieb den lippischen Grafen nur die Möglichkeit der Obstruktion. Sie versuchten, reguläre Landtage durch sogenannte Kommunikationstage zu ersetzen, bei denen echte Beschlüsse nicht gefasst werden konnten. Friedrich Adolf verzichtete zwischenzeitlich ganz darauf, landständische Versammlungen einzuberufen; 1712 untersagte er sogar die selbständige Versammlung der Stände. Gegen Ende seiner Regierungszeit war er jedoch gezwungen, die Stände wieder einzuberufen, da dem Mangel an Geld anders nicht mehr beizukommen war. Auch seine Nachfolger konnten nicht mehr auf die Zusammenarbeit mit den Landständen verzichten. Die ungebrochene Macht der Stände stellte im 19. Jahrhundert ein ernsthaftes Problem bei der Modernisierung des Landes dar.

## Religion
Unter dem Einfluss Hessens schloss sich das Land 1538 der Reformation an und ging 1605 mehrheitlich zum Calvinismus über. Bis heute besteht in Lippe die reformierte Lippische Landeskirche mit lutherischer Minderheit.

## Währung

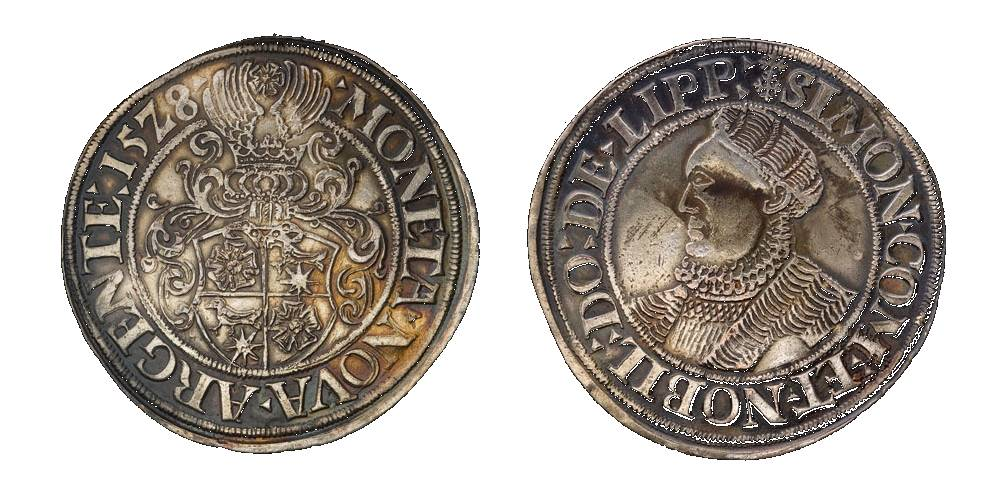
Lippischer Taler, 1528

Die Grafschaft Lippe-Detmold hatte nach der Konvention von 1752 als Währung den Taler.
1 Taler = 36 Mariengroschen = 288 Pfennig = 576 Heller.

## Wappen
Die frühesten Wappen des Hauses Lippe zeigten bereits die Lippische Rose – allerdings ohne Kelchblätter. 1528 wurde der Stern der Grafschaft Schwalenberg – auf einem goldenen (gelben) achtstrahligen Stern eine natürliche Schwalbe – zum Wappen hinzugefügt. Das frühe gräfliche Wappen bildete Rose und Stern jeweils zwei Mal im viergeteilten Schild ab. 1687 wurden das aus vier Feldern bestehende Wappen der durch Heirat erworbenen (und 1725 aus Geldnot wieder verkauften), in den heutigen Niederlanden gelegenen Herrschaft Vianen und Ameide ins lippische Wappen aufgenommen. Das aufgenommene Wappen zeigte jeweils zweimal zum einen drei in Silber stehende – später als Mühleisenkreuze ausgelegte – schwarze Säulen (Wappen der Herren von Vianen), zum anderen eine fünffach von Feh und Rot geteilte Schildfläche, was wiederum das Wappen der von den Herren von Vianen um 1350 erheirateten Burggrafschaft Utrecht war. Das Feh wurde im lippischen Wappen auch als Eisenhütlein gedeutet.

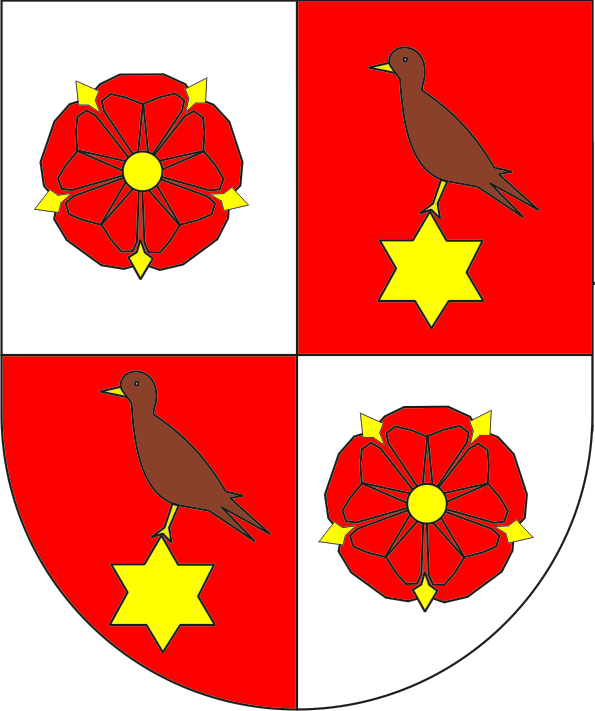
Wappen von Lippe 1528–1687
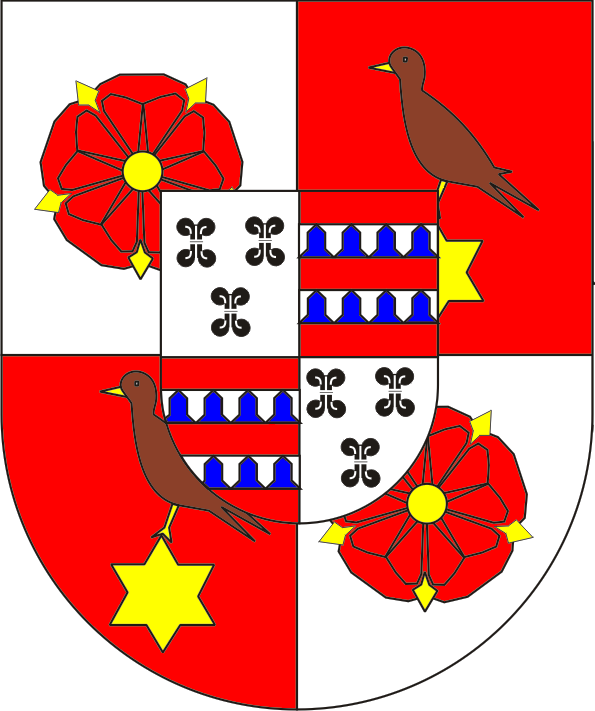
1687–1798

Nach 1798 kam der Stern der Grafschaft Sternberg zweimal hinzu. Ins Zentrum des dann neunfeldrigen Wappens rückte die nun nur noch einmal, aber im eigenen Schild herausgehoben, abgebildete lippische Rose als Stammwappen des Hauses Lippe. Der Schild trägt fünf Helme. Gehalten wird das Wappen von zwei Engeln. Den Fürstenrang symbolisiert der Fürstenhut, der einen das Wappen umgebenden Wappenmantel krönt.